# پایتخت (فصل ۱)
پایتخت ۱ نام فصل اول مجموعهٔ تلویزیونی ایرانی پایتخت به کارگردانی سیروس مقدم و با طراحی محسن تنابنده و نویسندگی خشایار الوند و امیرحسین قاسمی است. این سریال نخست در نوروز ۱۳۹۰ در ساعت ۲۲ از شبکه ۱ سیما پخش شد.

## خلاصه داستان
فصل اول مجموعه ماجرای خانوادهٔ «نقی معمولی» را روایت می‌کند که تصمیم می‌گیرند از علی‌آباد به تهران کوچ کنند؛ اما پس از ورود به پایتخت با مشکلات زیادی مواجه می‌شوند … صاحبخانه می‌میرد و وراث حاضر به تحویل خانه نمی‌شوند، بدین ترتیب در پی مشکلاتی که در تهران برای آنها پیش می‌آید مجبور می‌شوند مدتی را در کامیون ارسطو (احمد مهران‌فر) زندگی کنند...

## عوامل

### بازیگران
| بازیگر          | نقش                        |
| --------------- | -------------------------- |
| محسن تنابنده    | نقی معمولی                 |
| علیرضا خمسه     | پنجعلی معمولی              |
| ریما رامین فر   | هما سعادت                  |
| احمد مهران‌فر    | ارسطو عامل                 |
| سمیرا حسن‌پور    | گلرخ شقایقی                |
| مهدی محمدزاده   | صمد شقایقی                 |
| سارا فرقانی اصل | سارا معمولی                |
| نیکا فرقانی اصل | نیکا معمولی                |
| خسرو احمدی      | ناصر                       |
| رضا بنفشه‌خواه   | امانی                      |
| نعیمه نظام‌دوست  | ماندانا                    |
| فرهاد بشارتی    | محمود                      |
| حسین توشه       | منوچهر                     |
| آزیتا لاچینی    | دختر کوچک ششهانی           |
| پژمان بازغی     | پلیس                       |
| پوریا پورسرخ    | مسعود کبیری                |
| حسین‌مهری        | مرتضی                      |
| مریم خدارحمی    | سپیده                      |
| ساقی زینتی      | فهیمه                      |
| آرش نوذری       | هادی سعادت                 |
| کیانوش گرامی    | آقای ارمنده                |
| امیرحسین قاسمی  | خودنگاه، پلیس              |
| گیتی قاسمی      | خانم برازجانی              |
| سیامک اشعریون   | برادر ششهانی               |
| مجید زارع زاده  | پلیس مخفی                  |
| افشین سنگ‌چاپ    | راننده خاور                |
| سارا منجزی      | روشنک                      |
| مجید واشقانی    | سیامک                      |
| امیر آتشانی     | احمد قهرمان (قهرمان دست‌کج) |
| آتیه جاوید      | مهری                       |
| رضا سلیمی       | برادرزن صمد                |
| داریوش سلیمی    | برادر زن صمد               |
| داوود ذادق‌آبادی | فروشنده مواد               |
| نویدخداشناس     | دستیار فروشنده مواد        |
| مرضیه ابراهیمی  |                            |
| محمود اتحادی    | طلافروش                    |
| مهرداد ایل‌بیگی  |                            |
| کیمیا موسوی     | نوشابه                     |
| زهرا امامی      |                            |
| علی الهیاری     |                            |
| رامین راستاد    | راننده خسارت دیده          |
| محمدرضا کعبین   |                            |

### دیگر عوامل‌
| کار پشت‌صحنه                             | نام عوامل                     |
| --------------------------------------- | ----------------------------- |
| فیلم‌نامه و بازیگردان                    | محسن تنابنده                  |
| نویسندگان                               | خشایار الوند، امیر حسین قاسمی |
| مدیر برنامه‌ریز اول کارگردان و برنامه‌ریز | برزو نیک نژاد                 |
| برنامه ریز                              | فهیمه کمالی                   |
| منشی صحنه                               | لیدا مقری                     |
| عکاس                                    | پریسا افخمی                   |
| مدیر تصویربردار                         | امیر معقولی                   |
| طراح گریم                               | مجید اسکندری                  |
| مدیر صدابرداری                          | سعید احمدی                    |